# Шавія (мова)
Шавія, шавійя (англ. shawiya; фр. chaoui; самоназв — ташавіт) — мова зенетської групи північноберберської гілки берберо-лівійської сім'ї афразійської мовної надродини. Поширена в північно-східній частині Алжиру (на кордоні з Тунісом) — головним чином в горах Орес. Мова берберського народу шавія (на мові шавія — išawiyen). Виділяється кілька діалектів: діалекти Батни, Айн Бейди, Арріси та Хеншели. Чисельність носіїв, станом на 1993 рік, близько 1,4 млн чоловік.
Для шавії використовується в основному арабське письмо, все ширше розповсюджується  латинська графіка і тифінаг.

## Ареал і чисельність

Мапа поширення берберських мов у північно-східному Алжирі

Ареал мови шавія знаходиться в гірських районах Оресу, на північному сході Алжиру.
Чисельність мовців становить близько 1,4 млн осіб (1993). За даними сайту Joshua Project чисельність шавія — 1 951 тис. осіб в Алжирі.